# بريندا والش
بريندا والش (من مواليد 31 كانون الأول / ديسمبر 1952) هي عدّاءة كندية سابقة للمسافة المتوسطة .
في دورة ألعاب بان امريكان عام 1971 ، احتلت المركز الخامس في سباق 400 متر .
في دورة ألعاب الكومنولث البريطانية عام 1974 ، فازت بالبرونزية في التتابع 4 × 400 م . في سباق 400 متر تم إقصاؤها ، وفي 800 متر وصلت إلى الدور نصف النهائي.
في عام 1971 كانت نائبة البطلة الإنجليزية في سباق 400 متر  وفي 1973 أصبحت بطلة الولايات المتحدة الداخلية بسباقات 440 ياردة . 